# 夏威夷歷史

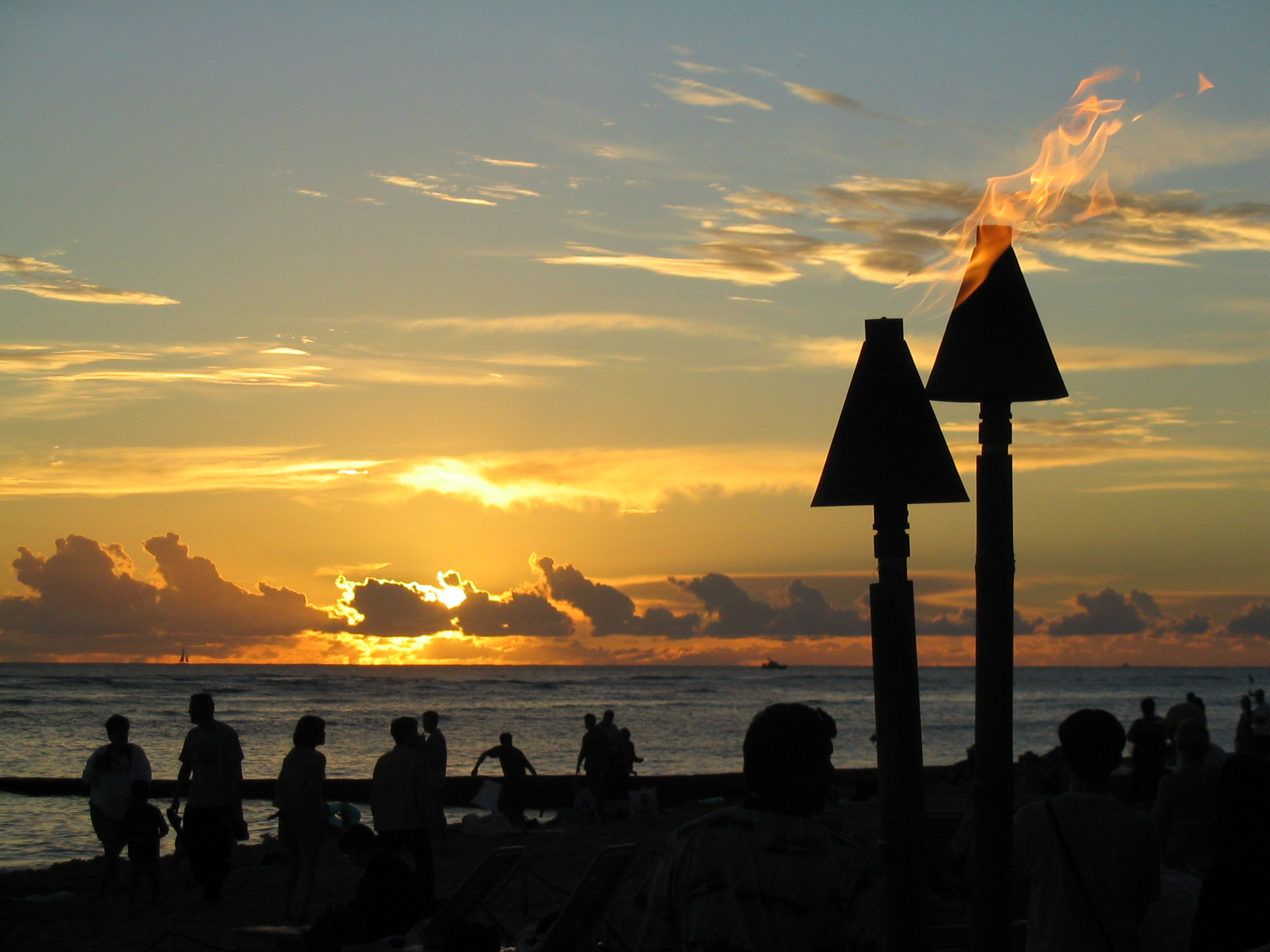
夏威夷的威基基海灘

夏威夷歷史是構成美利堅合衆国第50個州的夏威夷州的夏威夷群島的歷史。
夏威夷在史前時代，渡過太平洋的波利尼西亞人在這裡過著傳統的生活。1778年詹姆斯·庫克發現夏威夷群島。經過各島之間的內戰，建立了歷史達100年的統一國家夏威夷王國，隨著和歐美人開始接觸，社會也開始快速變化。19世紀前期確立了宗教基礎和希望實現經濟發展的歐美殖民者及他們的後裔，逐漸開始爲了確保經濟權益而開始追求政治權力，其影響力也逐漸加強。在甘蔗種植園和其交易中獲得大量土地和收益的成功者們為追求產業發展，開始從日本等地大量招募廉價勞動力，夏威夷社會混合了多種人種，孕育出複雜的文化。
1893年白人勢力推翻夏威夷王國，以近代化為藉口于1900年將夏威夷合併入美利堅合衆國領土。並且受美國和日本勢力的抬頭及其對立的激化的影響，夏威夷作為太平洋上重要的軍事據點得到了開發，以勞動者身份前往夏威夷的大量日本人移民受到了嚴重的歧視。夏威夷雖然作為現代化觀光都市實現了發展，然而夏威夷也面臨開發伴隨的環境污染、歷史遺跡的破壞以及人口增加引發的地價和物價高漲，夏威夷事務協會所提倡的夏威夷人獲得自治權等眾多問題。夏威夷也在摸索這些問題的解決方案。

## 史前時代
夏威夷的島嶼是因火山活動而從海底隆起形成的，西北部較早形成的島嶼約在500萬年前至100萬年前，夏威夷島等較新的島嶼則是在約50萬年前形成。

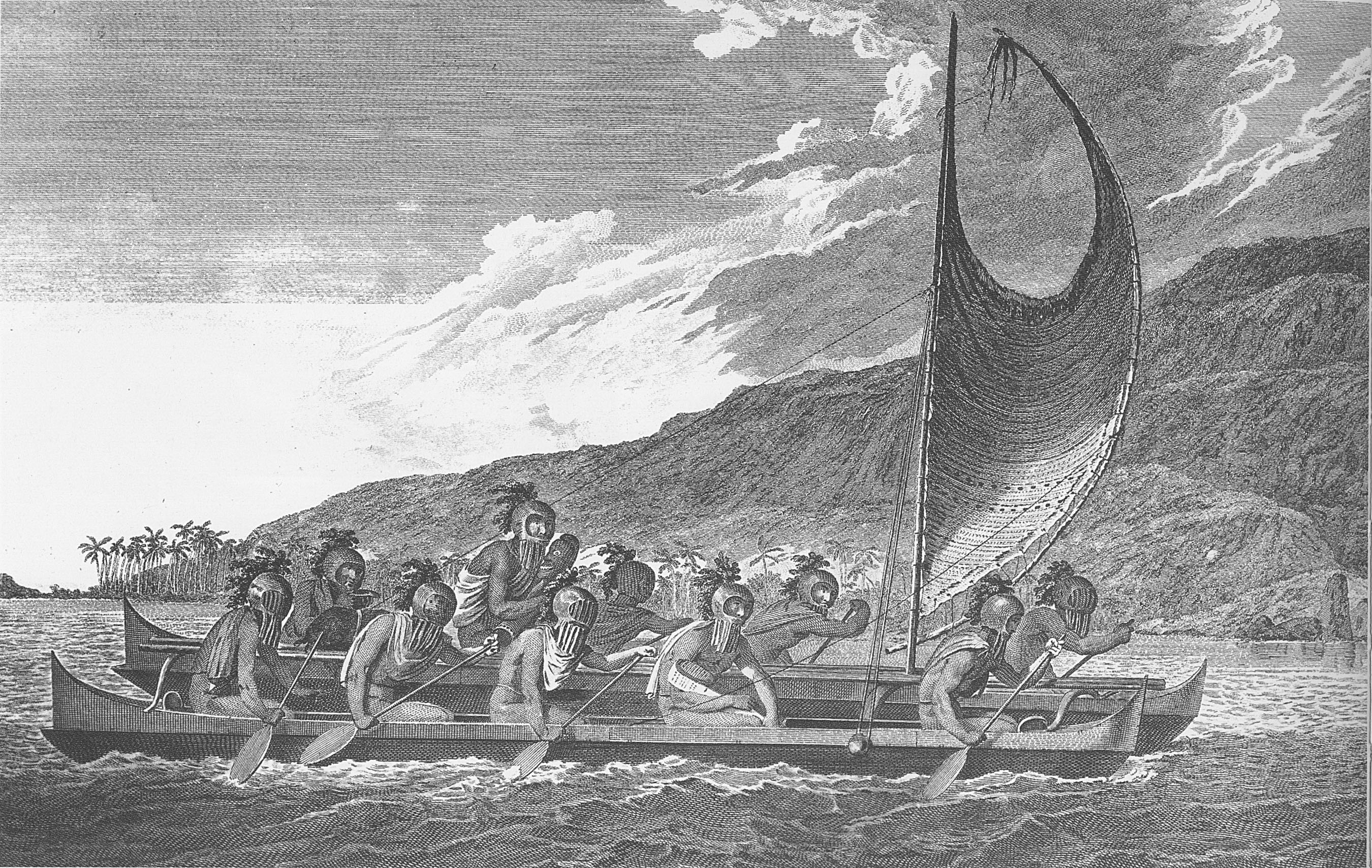
駕駛雙體船的波利尼西亞人

夏威夷群島從未和其他大陸連接過，因而曾是無人島，于詹姆斯·庫克到達夏威夷之前來到夏威夷的原住民也是從某處渡海來到夏威夷的。玻里尼西亞人首次定居到夏威夷群島的時期還未有明確的共識，各歷史學家提出的時間點都在公元300年-1000年左右。根據最新的放射性碳定年法調查顯示，第一批定居者應是在大約是公元940年—1130年左右到達。由於夏威夷和其他眾多太平洋島嶼類似，在19世紀美國傳教士帶來字母之前，只形成了沒有文字的文化，因而并沒有能回答這些謎團的歷史文書，就語言學的推測以及在熔岩上記下的岩刻的研究來看
夏威夷群岛的各主要岛屿曾长期由各自的“阿利伊努伊”（最高首领）统治。

## 近現代

### 航線接觸及成為貿易站
1785年8月，由納撒尼爾‧波特洛克及喬治·迪克森指揮的兩艘英國商船，在調查北美西北海岸至中國廣州的貿易線路過程中駐停夏威夷群島達二十天之久。:60～85此後二十年，英美毛皮貿易商日益頻繁的跨洋商業活動，讓夏威夷群島迅速為歐美商界所熟知。至19世紀初，夏威夷群島已發展成北太平洋上的一處重要貿易中繼站，眾多從事北太平洋跨洋貿易的歐美商人和航海探險者都會在其越洋旅程的中途駐停該群島，補充給養或越冬。
而夏威夷檀香木貿易存續的時間是1790～1839年，在作為太平洋毛皮貿易線上的重要中繼站後，隨著美國商人壟斷毛皮貿易後，夏威夷的重要性進一步提升，並被部分商人意識到當地檀香木可能在中國市場具有商業價值。1811年夏威夷國王卡美哈梅哈一世與波士頓毛皮貿易商溫什普兄弟（Winship brothers）合作，率先向廣州銷售了一船檀香木，由此夏威夷檀香木正式輸出。到1817年，幾乎所有從事太平洋貿易的商人都意識到夏威夷檀香木的價值，紛紛投身其中。1819年經濟恐慌時，由於夏威夷酋長們對外國製造的商品著迷，這些島嶼為朗姆酒、服裝、布料和家具等商品提供了一個開放的市場。卡美哈梅哈一世死後，美商用這些日用品換取檀香木的貿易繼續加速發展。儘管卡美哈梅哈二世應繼承卡美哈梅哈的全部土地，但酋長們卻想從檀香木中獲得收益，他們透過說服國王將皇家檀香木壟斷權交給他們，他們有效地取消了對木材採伐或銷售的任何管制。
而卡美哈梅哈二世對像縱帆船和雙桅帆船這樣大型昂貴的外國奢侈品產生慾望，很快大多數夏威夷皇室成員開始用未來的檀香木收入賒帳購買商品，夏威夷經濟因此過度擴張。到1821～1823年，夏威夷檀香木出口貿易空前膨脹，很多原以毛皮貿易為主的美國貿易商轉而主營檀香木貿易，夏威夷由貿易中轉站變成向廣州口岸直接提供商品的重要貨源地。 檀香木貿易為人類生命健康以及生態破壞帶來了沉重的代價，據1823年牧師威廉·艾利斯（William Ellis）描述當時將檀香木從鄰近山脈運送到卡威希海灘的情況，「大約有兩三千名男子，每人攜帶一到六塊檀香木，具體重量取決於檀香木的大小和重量。他們通常用稗葉製成的帶子將檀香木綁在背上。」與毛皮貿易的發展一樣，檀香木資源被過度開發到接近枯竭。樹木日益稀缺，國王及其酋長對貿易商品的需求不斷增長，導致大量未成熟木材被砍伐，從而降低了價格。在寬鬆信貸的刺激下，皇家領地上的檀香木被掠奪一空，以滿足上層階級的品味。至1825年經濟危機外溢影響，更導致西北海岸與廣州間的貿易全面走向衰落。至1831年，夏威夷檀香木貿易已經無利可圖。 1839年，夏威夷國王頒布檀香木砍伐禁令，夏威夷檀香木貿易終結。
檀香木的消失與該地區其他生物資源如海獺、海豹和鯨魚被大規模開發和絕跡相呼應。到1830年代中期檀香木幾乎枯竭後，當地輸出品以鹽、椰子油和肉牛等其他商品取而代之。

### 併入美利堅
1893年夏威夷王國滅亡後，桑福德·多爾任夏威夷臨時政府的總統，并希望能够加入美国。美國總統本杰明·哈里森很快就与夏威夷新政府代表达成兼并条约，不過新任總統格罗弗·克利夫兰反對吞併，要求國會舉行聽證會，眾議院因此發表布朗特報告，參議院於1894年發表了摩根報告，条约未獲参议院批准。1894年7月4日，夏威夷共和國成立。
1897年3月，威廉·麦金莱担任美国总统。他开始着手准备合并夏威夷。次年美國正式將夏威夷合併。1900年，美國國會創建了夏威夷領地。
1941年12月7日日本海军航空兵偷袭夏威夷的美国太平洋舰队基地珍珠港，导致太平洋战争爆发、美国对日宣战，随后美国在夏威夷设立军政府。
1946年9月爆发长达11年的民主革命運動。
1959年8月21日夏威夷正式成為美國第50個州。
2013年11月13日夏威夷通過同性婚姻法案，成為美國第15個同性婚姻合法的州，得到美國總統歐巴馬的讚賞：「我一直都以在夏威夷出生為榮，今天的表決結果讓我倍感光榮！」